# 心の壁、愛の橋
『心の壁、愛の橋』(英語: Walls and Bridges)は、1974年9月26日にアメリカで発表されたジョン・レノンのアルバムである。『イマジン』以来3年ぶり、生前最後の全米1位を獲得した。

## 解説

### 制作に至る経緯
1973年、オノ・ヨーコとの別居生活、いわゆる「失われた週末」をロサンゼルスで送っていたレノンは、10月からオールディーズ・カバー・アルバム『ロックン・ロール』の制作を行っていたが、プロデューサーのフィル・スペクターがセッションのテープを持って失踪してしまったため中断してしまい、その後も再開の目処が立たなかったため1974年5月、ニューヨークに戻った。プロデューサーとして制作中のハリー・ニルソンのアルバム『プシー・キャッツ』を完成させると、滞在していた ホテル・ザ・ピエールで新曲のデモ制作を始めた。

### レコーディング
1974年7月にニューヨークのレコード・プラント・イーストで、スタジオ・ミュージシャンとリハーサルを始めた。ロサンゼルスでのレコーディングを反省して、ドラッグやアルコールは禁止され、レノンは何ヶ月ぶりかの創造的な興奮を味わったという。8月にかけて8週間かけてレコーディングされたが、 途中エルトン・ジョンが突然訪れ、「真夜中を突っ走れ」でピアノを弾き、コーラスに参加した。

### リリース
アルバムのタイトルは、レノンがこれまで自分自身と他人との間に築いてきてしまった障壁(Walls)と、それを乗り越えるための架け橋(Bridges)を渡したいという希望を指しているものになっている。
9月23日にシングル「真夜中を突っ走れ」が先行リリースされるとエルトン・ジョンとの競演が話題となり、レコード会社の積極的なプロモーションも功を奏して、それまでのような政治色の濃いメッセージもほとんど見られなかったアルバムは高評価を得た。アメリカでは11月2日付でビルボード誌のアルバム・チャートでトップ10入りすると、11月16日付でアルバムとシングルが同時に1位を記録した。イギリスではアルバムは6位、シングルは36位だった。 
このアルバムからは「#9 Dream」がセカンド・シングルとしてリリースされ  全米で9位にヒットとなり、数字「9」をラッキー・ナンバーとするレノンが喜んだという。またレノンが参加し、11月15日にリリースされたエルトンのシングル「ルーシー・イン・ザ・スカイ・ウィズ・ダイアモンズ」も全米1位の大ヒットとなった。
1974年11月28日、レノンはマディソン・スクエア・ガーデンのエルトンのコンサートに飛び入り参加をし、ビートルズの「アイ・ソー・ハー・スタンディング・ゼア」「ルーシー・イン・ザ・スカイ・ウィズ・ダイアモンズ」とともに「真夜中を突っ走れ」を演奏した。これは「真夜中を突っ走れ」のレコーディング中、エルトンとレノンがこの曲がチャート1位になるかどうか賭けをしており、レノンは「この曲が1位になったら、エルトンのコンサートにゲスト参加する」と約束していたためだった。これはレノンの最後の公の場でのライヴ・パフォーマンスとなった。また、この日客席に来ていたヨーコとの復縁のきっかけとなったとされている。
2005年11月に「枯れた道」「果てしなき愛」「心のしとねは何処」「愛の不毛」の4曲のリミックス・ヴァージョンを含む、オノ・ヨーコ監修によるデジタル・リマスター版CDが発売された。ボーナストラックとして、エルトン・ジョンとのライブ演奏による「真夜中を突っ走れ」、「愛の不毛」のアコースティック・ヴァージョン、そしてイギリスEMIのセールス・チームによって「真夜中を突っ走れ」プロモーション・スペシャル・プレスに収められていたレノンのインタビューが収録されている。このリマスター版ではアートワークが変更され、レノンのサインと手書きのタイトルは残し、幼少期の絵の代わりにグルーエンが撮ったポートレートの1枚が使用された。
2010年10月に再発売されたデジタル・リマスター版CDではオリジナル・アルバム・ミックスのリマスターになり、カバーアートもオリジナルが使用された。
なお、このアルバムにはレノンが自らミックスをした4チャンネルステレオヴァージョンが存在しており、アメリカで8トラックカートリッジのみでリリースされた。

## アートワーク
アルバムのアートディレクションはロイ・コハラに任せられた。
2枚のフラップを使った「しかけ絵本」のように凝ったアルバム・ジャケットの表面には、11歳のレノンが描いた1952年のFAカップ決勝でニューカッスル・ユナイテッドFCのジョージ・ロブレドが決めたゴールの様子など3つの絵が使われた。これらの幼少期に描いた絵は元々『ロックン・ロール』のジャケットに使用される予定だったが、レコーディングが中断してしまったため宙に浮いてしまっていたものだった。裏面はアメリカの写真家ボブ・グルーエンによるポートレートが使われており、フラップを折り返すと表情が変わる仕掛けになっていた。
付属ブックレットの表紙には、グルーエンによる眼鏡をかけていないレノンの写真、裏表紙には5つの眼鏡を重ねたレノンの写真とアイルランドの系譜学者エドワード・マクライザットの著書の中から、レノン姓とその関連形式に関する系譜論の抜粋が掲載された。2ページ目の制作スタッフ・クレジットの下にはウィンストン・オーブギー博士（Dr. Winston O’Boogie）による「所有・占有は問題の九分」（Possession is nine tenths of the problem.）というメッセージが記されており、一番下にはレノンが1974年8月23日の夜に未確認飛行物体（UFO）を見たという主張も書かれている。ほかには収録曲の歌詞や演奏者のクレジットとともに、レノンが1952年に描いた絵画がさらに収録されており、題材はアメリカの西部開拓時代、学校のボルト先生の肖像、風景などである。またインナースリーブの表面にはもう一枚のレノンのポートレート、裏面は5つの眼鏡を重ねたレノンの写真とボルト先生の肖像を合成したものがセピア色で印刷されている。

## 収録曲

### オリジナル・アナログ・LP
| #         | タイトル                                               | 作詞・作曲                      | リード・ボーカル                | 時間  |
| --------- | ------------------------------------------------------ | ------------------------------- | ------------------------------- | ----- |
| 1.        | 「愛を生きぬこう」(Going Down on Love)                 | ジョン・レノン                  | ジョン・レノン                  | 3:54  |
| 2.        | 「真夜中を突っ走れ」(Whatever Gets You Thru the Night) | ジョン・レノン                  | ジョン・レノン エルトン・ジョン | 3:28  |
| 3.        | 「枯れた道」(Old Dirt Road)                            | ジョン・レノン ハリー・ニルソン | ジョン・レノン                  | 4:11  |
| 4.        | 「ホワット・ユー・ガット」(What You Got)               | ジョン・レノン                  | ジョン・レノン                  | 3:09  |
| 5.        | 「果てしなき愛」(Bless You)                            | ジョン・レノン                  | ジョン・レノン                  | 4:38  |
| 6.        | 「心のしとねは何処」(Scared)                           | ジョン・レノン                  | ジョン・レノン                  | 4:36  |
| 合計時間: | 合計時間:                                              | 合計時間:                       | 合計時間:                       | 23:56 |

| #         | タイトル                                                    | 作詞・作曲                                                      | リード・ボーカル | 時間  |
| --------- | ----------------------------------------------------------- | --------------------------------------------------------------- | ---------------- | ----- |
| 1.        | 「夢の夢」(#9 Dream)                                        | ジョン・レノン                                                  | ジョン・レノン   | 4:47  |
| 2.        | 「予期せぬ驚き」(Surprise, Surprise(Sweet Bird of Paradox)) | ジョン・レノン                                                  | ジョン・レノン   | 2:55  |
| 3.        | 「鋼のように、ガラスの如く」(Steel and Glass)               | ジョン・レノン                                                  | ジョン・レノン   | 4:37  |
| 4.        | 「ビーフ・ジャーキー」(Beef Jerky)                          | ジョン・レノン                                                  | ジョン・レノン   | 3:26  |
| 5.        | 「愛の不毛」(Nobody Loves You (When You're Down and Out))   | ジョン・レノン                                                  | ジョン・レノン   | 5:08  |
| 6.        | 「ヤ・ヤ」(Ya Ya)                                           | リー・ドーシー C. L. ブラスト ボビー・ロビンソン モリス・レヴィ | ジョン・レノン   | 1:06  |
| 合計時間: | 合計時間:                                                   | 合計時間:                                                       | 合計時間:        | 21:59 |

### 2005年デジタル・リマスター盤
| #         | タイトル                                                                                  | 作詞・作曲                                                      | リード・ボーカル                | 時間  |
| --------- | ----------------------------------------------------------------------------------------- | --------------------------------------------------------------- | ------------------------------- | ----- |
| 1.        | 「愛を生きぬこう」(Going Down on Love)                                                    | ジョン・レノン                                                  | ジョン・レノン                  | 3:54  |
| 2.        | 「真夜中を突っ走れ」(Whatever Gets You Thru the Night)                                    | ジョン・レノン                                                  | ジョン・レノン エルトン・ジョン | 3:28  |
| 3.        | 「枯れた道」(Old Dirt Road)                                                               | ジョン・レノン ハリー・ニルソン                                 | ジョン・レノン                  | 4:11  |
| 4.        | 「ホワット・ユー・ガット」(What You Got)                                                  | ジョン・レノン                                                  | ジョン・レノン                  | 3:09  |
| 5.        | 「果てしなき愛」(Bless You)                                                               | ジョン・レノン                                                  | ジョン・レノン                  | 4:38  |
| 6.        | 「心のしとねは何処」(Scared)                                                              | ジョン・レノン                                                  | ジョン・レノン                  | 4:36  |
| 7.        | 「夢の夢」(#9 Dream)                                                                      | ジョン・レノン                                                  | ジョン・レノン                  | 4:47  |
| 8.        | 「予期せぬ驚き」(Surprise, Surprise(Sweet Bird of Paradox))                               | ジョン・レノン                                                  | ジョン・レノン                  | 2:55  |
| 9.        | 「鋼のように、ガラスの如く」(Steel and Glass)                                             | ジョン・レノン                                                  | ジョン・レノン                  | 4:37  |
| 10.       | 「ビーフ・ジャーキー」(Beef Jerky)                                                        | ジョン・レノン                                                  | ジョン・レノン                  | 3:26  |
| 11.       | 「愛の不毛」(Nobody Loves You (When You're Down and Out))                                 | ジョン・レノン                                                  | ジョン・レノン                  | 5:08  |
| 12.       | 「ヤ・ヤ」(Ya Ya)                                                                         | リー・ドーシー C. L. ブラスト ボビー・ロビンソン モリス・レヴィ | ジョン・レノン                  | 1:06  |
| 13.       | 「真夜中を突っ走れ（ライヴ）」(Whatever Gets You Thru the Night (Live))                   | ジョン・レノン                                                  | ジョン・レノン エルトン・ジョン | 4:23  |
| 14.       | 「愛の不毛（未公開版）」(Nobody Loves You(When You're Down and Out)(Alternative Version)) | ジョン・レノン                                                  | ジョン・レノン                  | 5:07  |
| 15.       | 「ジョン・インタビュー」(John Interview (by Bob Mercer))                                  |                                                                 |                                 | 3:47  |
| 合計時間: | 合計時間:                                                                                 | 合計時間:                                                       | 合計時間:                       | 59:12 |

## レコーディング・メンバー
- ジョン・レノン - リード・ヴォーカル

　　※他の楽器については曲ごとに変名でクレジットしている。
1. ウィンストン・オガーキン博士（Dr. Winston O'Ghurkin）- ギター
2. ジョン・セント・ジョン・ジョンソン閣下（Hon. John St. John Johnson）- ギター
3. サムズ・ガーキン牧師（Rev. Thumbs Ghurkin）- ピアノ
4. クンダリーニ船長（Kaptain Kundalini）- ギター
5. フレッド・ガーキン牧師（Rev. Fred Ghurkin）- アコースティック・ギター
6. メル・トーメント[注釈 16]（Mel Torment）- ピアノ
7. ドリーム博士（Dr. Dream）- アコースティック・ギター
8. ウィンストン・オーレゲエ博士（Dr. Winston O'Reggae）- アコースティック・ギター
9. ウィンストン博士とブッカー・テーブル・アンド・メートル・ディーズ[注釈 17]（Dr. Winston And Booker Table And The Maitre d's）- ギター
10. ドワーフ・マクドゥーガル（Dwarf McDougal）- アコースティック・ギター

- クラウス・フォアマン - ベース
- ジェシ・エド・デイヴィス - リードギター、スライド・ギター
- ジム・ケルトナー - ドラムス
- ニッキー・ホプキンス - ピアノ
- ケニー・アスチャー - ピアノ、クラビネット、ストリングス・アレンジ(#3、#6、#7、#8、#9＆#11)
- リトル・ビッグ・ホーンズ
  - ロン・アプレア - アルト・サクソフォーン
  - ボビー・キーズ - テナー・サクソフォーン
  - フランク・ヴィカーリ - テナー・サクソフォーン
  - ハワード・ジョンソン - バリトン・サクソフォーン
  - スティーブ・マダイオ[注釈 18] - トランペット
- エディ・モットー - アコースティック・ギター
- アーサー・ジェンキンス - パーカッション
- エルトン・ジョン - ハーモニー＆キーボード(#2＆#8)
- ハリー・ニルソン - ハーモニー(#3)
- ジュリアン・レノン - ドラムス(#12)